# Louis-Léger Thierry
Louis Léger Thierry est un homme politique français né le 29 mai 1746 à Monsures (Somme) et décédé le 11 janvier 1813 à Conty (Somme).
Procureur à Conty, il est administrateur du district puis commissaire du directoire exécutif à Amiens. Il est élu député de la Somme au Conseil des Anciens le 25 germinal an VII, puis siège au Corps législatif de 1800 à 1806.

## Sources
- « Louis-Léger Thierry », dans Adolphe Robert et Gaston Cougny, Dictionnaire des parlementaires français, Edgar Bourloton, 1889-1891 [détail de l’édition]